# Olry Terquem (Mathematiker)

Satz von Terquem

Olry Terquem (geb. 16. Juni 1782 in Metz; gest. 6. Mai 1862 in Paris) war ein französischer Mathematiker und jüdischer Theologe und Reformer.

## Biographie
Terquem studierte ab 1801 an der École polytechnique, wie auch später zwei seiner Söhne. Nach dem Abschluss war er Repetitor an der École Polytechnique und wurde 1804 Mathematiklehrer (Professor) am Lycée in Mainz und unterrichtete ab 1811 an der dortigen Artillerieschule. Nach dem Ende der Herrschaft Napoleons kehrte er 1814 nach Frankreich zurück und wurde Professor am Zentraldepot der Artillerie in Paris. Dort war er auch 1821 bis 1826 Bibliothekar. 1852 wird er dort als Professor für angewandte Wissenschaft erwähnt und war dies auch bei seinem Tod.
Terquem war sehr gelehrt und Fremdsprachen kundig. Er schrieb Lehrbücher über Geometrie, Mechanik und Algebra, veröffentlichte über Ballistik (unter anderem Übersetzungen von Charles Hutton aus dem Englischen), Astronomie (Übersetzung eines Buchs von Johann Franz Encke über Störungstheorie, es gibt auch von ihm als Manuskript Kommentare zur Monographie über Himmelsmechanik von Pierre Simon de Laplace) und Mathematikgeschichte. So veröffentlichte er 1816 in der Zeitschrift der Ecole Polytechnique alte Sanskrit-Schriften über Mathematik, die er nach englischen Übersetzungen veröffentlichte, und er veröffentlichte über ein mathematisches Manuskript von Abraham ibn Esra in der Bibliothèque nationale. Er veröffentlichte im Journal de mathématiques pures et appliquées von Joseph Liouville (Liouville’s Journal) und wirkte an der Herausgabe mit. Ab 1842 veröffentlichte er dort überwiegend Übersetzungen, besonders aus dem Deutschen.
1842 gründete er mit Camille-Christophe Gerono die Nouvelles annales de mathématiques, Journal des candidats aux écoles Polytechnique et Normale. Diese erschien bis 1927.
Als Mathematiker befasste er sich vor allem mit ebener euklidischer Geometrie. Er ist für seine Arbeit zum Feuerbachkreis bekannt (Neunpunktekreis, der Name stammt von Terquem, manchmal wird er auch nach Terquem benannt).
Von ihm stammt der Satz von Terquem aus der Dreiecksgeometrie (siehe Abbildung). Seien in einem Dreieck ABC die Linien {\displaystyle AP_{a}}, {\displaystyle BP_{b}} und {\displaystyle CP_{c}} Cevane, die sich in einem Punkt {\displaystyle D} schneiden. Der Kreis durch {\displaystyle P_{a}}, {\displaystyle P_{b}} und {\displaystyle P_{c}} bestimmt drei weitere Schnittpunkte mit den Dreiecksseiten {\displaystyle P'_{a}}, {\displaystyle P'_{b}}, {\displaystyle P'_{c}}. Diese bestimmen nach dem Satz von Terquem ebenfalls Cevane, die sich in einem Punkt {\displaystyle D'} schneiden.
Terquem war neben seiner wissenschaftlichen Arbeit ein aktiver Befürworter eines radikalen Reformjudentums. Dazu schrieb er unter dem Pseudonym Tsarphati. Er sah das Talmud-Studium als Hindernis für die Weiterentwicklung der jüdischen Religion und Integration der Juden und sah eine Reform auch als Mittel, um den zu seiner Zeit zunehmenden Übertritten zum Christentum zu begegnen. Besonders erregte ihn die angeblich erfolgte Bekehrung seines Bruders Lazare auf seinem Totenbett 1845, in Gegenwart seiner Frau und deren Familie, die schon übergetreten waren. Terquem hielt dies für eine Täuschung, da sein Bruder nicht nur zeitlebens bekennender Jude, sondern auch anti-katholisch war, und tat dies auch öffentlich in einer Veröffentlichung kund. Er war einer der Kommentatoren der hebräisch-französischen Bibelausgabe von Samuel Cahen.
1828 wurde er Mitglied und 1852 Offizier der Ehrenlegion.
Er war der Onkel des gleichnamigen Geologen Olry Terquem.

## Schriften
- Lettres tsarphatiques (Lettres d’un Israélite français à ses coreligionnaires) d’Orly Terquem, publiées entre 1821 et 1825, Bachelier 1827